# スルフィルイミン

スルフィルイミンの基本構造

スルフィルイミン（英：Sulfilimine）とは、硫黄と窒素の二重結合を特徴とする有機化学の官能基。最も単純な構造を持つスルフィルイミンとしてH2S=NHが知られる。H2S=NHはIUPAC命名法ではスルフィミドと呼ばれるが、スルフィミドはCA命名法ではRN=SO2を指すため注意が必要である。

## 合成
スルフィルイミン結合を持つ化合物は、1921年にNicoletとWillardによって初めて合成された。以下のように、ジエチルスルフィドとクロラミンTをアルコール溶液に溶かして沸騰させることで得られた。

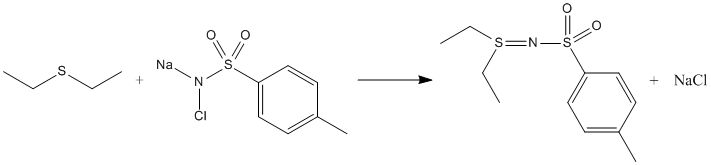
NicoletとWillardによるスルフィルイミンの合成

一般的にスルフィルイミンは、以下のようにスルフィドとN-アシルハロアミドを反応させることで、容易に効率よく得ることができる。反応条件は側鎖によって最適化する必要がある。

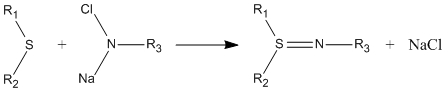
スルフィルイミンの一般的な合成法

## 構造
スルフィルイミンは上記のように硫黄と窒素の二重結合として表わされるが、X線回折や赤外分光法によってS-N結合間の距離は二重結合と一重（単）結合の中間ほどの距離であることが分かり、実際には二重結合のイレン型ではなく半極性結合のイリド型に近いことが分かっている。

スルフィルイミンのイレン型（左）とイリド型（右）の構造

## タンパク質内のスルフィルイミン
スルフィルイミン結合は、細胞外マトリクスに見られるIV型コラーゲン内にみられ、その安定化に一定の役割を果たしている。隣接する2鎖のポリペプチド上に存在する、ヒドロキシリシンの側鎖のアミンとメチオニンの側鎖のスルフィドがスルフィルイミン結合を形成することで、IV型コラーゲンのトリマー形成を補助している。